# Lijst van spoorwegstations in Groningen
Dit is een lijst van spoorwegstations in de provincie Groningen.

## Huidige stations

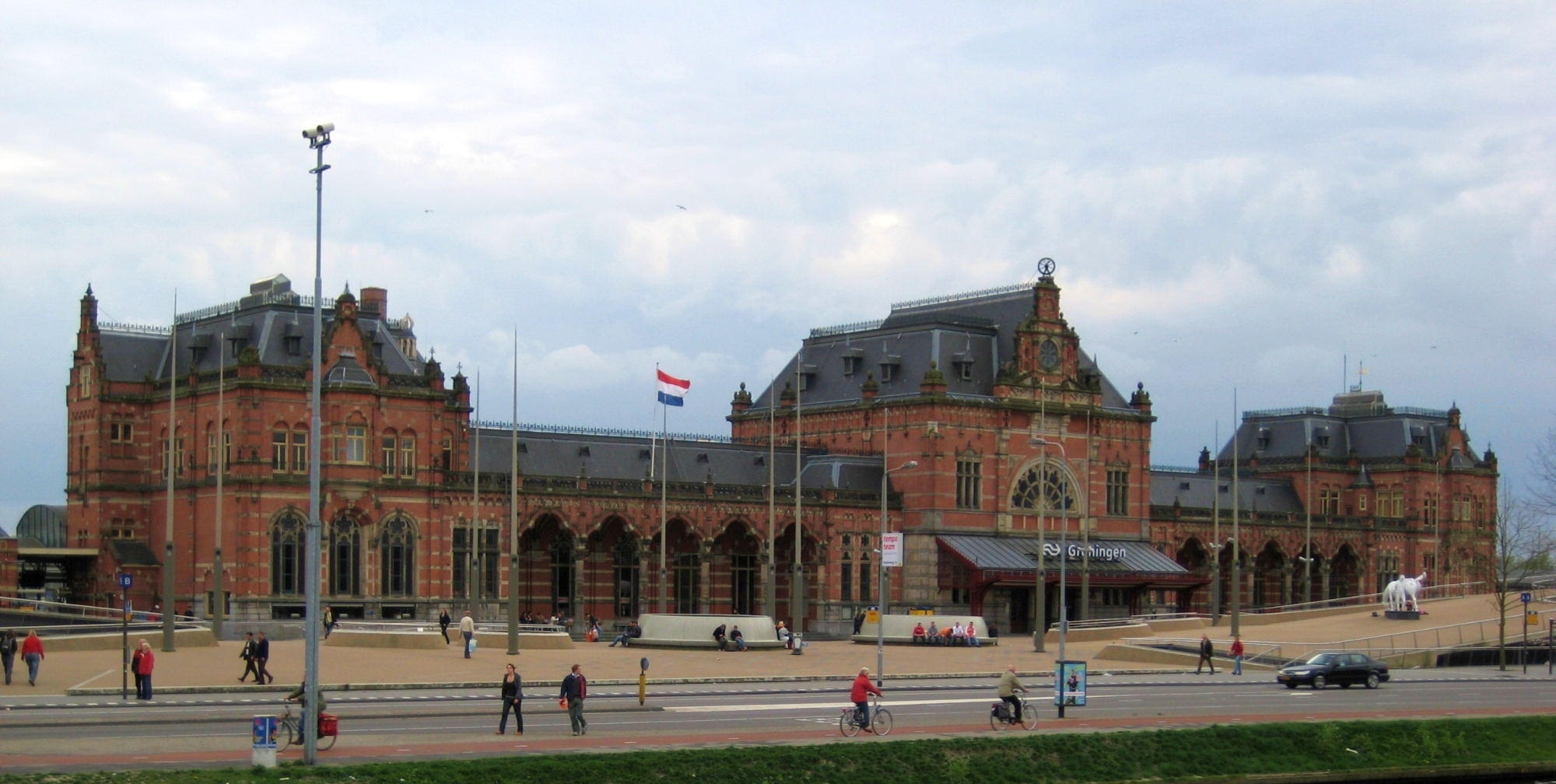
Het Hoofdstation Groningen

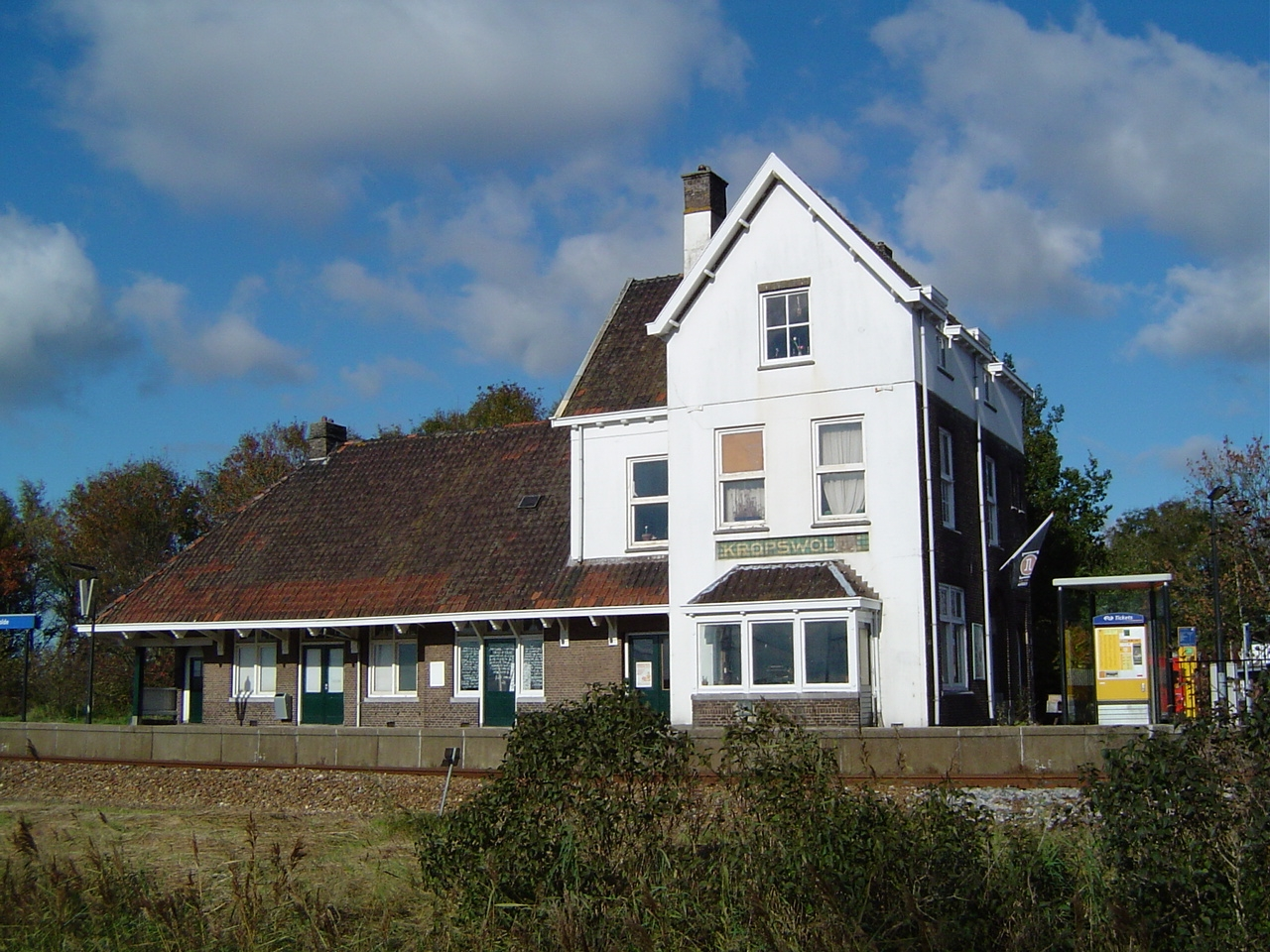
Kropswolde

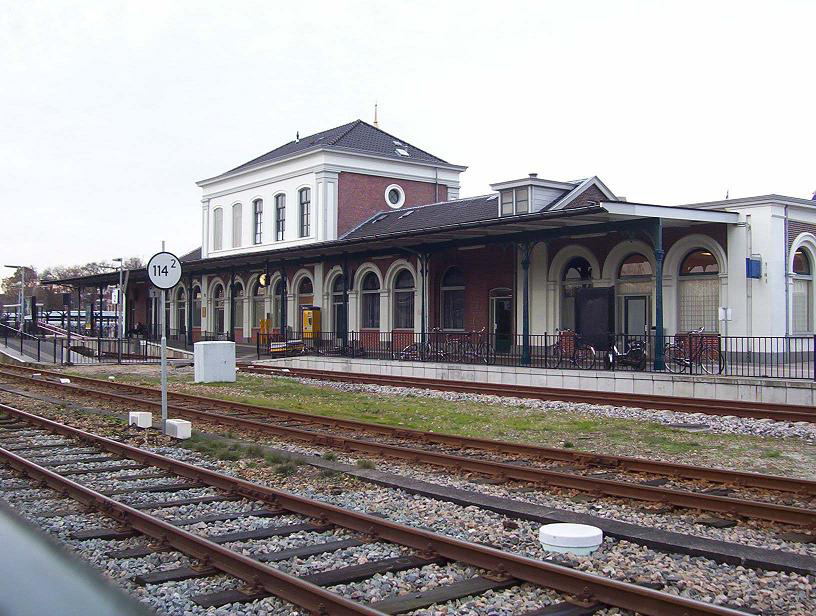
Winschoten

- Appingedam
- Bad Nieuweschans
- Baflo
- Bedum
- Delfzijl
  - West
- Eemshaven
- Grijpskerk
- Groningen
  - Europapark
  - Noord
- Haren
- Hoogezand-Sappemeer
- Kropswolde
- Loppersum

- Martenshoek
- Roodeschool
- Sauwerd
- Scheemda
- Stedum
- Uithuizen
- Uithuizermeeden
- Usquert
- Veendam
- Warffum
- Winschoten
- Winsum
- Zuidbroek
- Zuidhorn